# Ampullariidae
De Ampullariidae (jonger synoniem: Pilidae), in de volksmond bekend als appelslakken, zijn een familie van grote tropische en subtropische zoetwaterkieuwslakken. 
De mantelholte van de Ampullariidae is door een membraan in tweeën verdeeld, waarbij de rechter holte een kieuw bevat en de linkerholte als long fungeert. 
De schelp van de meeste soorten is rechtsgewonden. Het geslacht Lanistes heeft een linksgewonden schelp terwijl de anatomie van het dier rechtsgewonden is. Dit verschijnsel heet 'hyperstroof rechtsgewonden'.
De meeste soorten hebben een schelp die ongeveer even hoog als breed is met een zeer grote laatste winding en mondopening. Sommige soorten, zoals bij Marisa, zijn in een plat vlak gewonden en lijken oppervlakkig op de longslakkenfamilie Planorbidae. Het schelpoppervlak is meestal glad, opvallende sculptuur ontbreekt. Alle Ampullariidae hebben een hoornachtig operculum met concentrische groeilijnen en een naar de pariëtale zijde verschoven nucleus. Bij Pila is het operculum verkalkt.

## Huidig verspreidingsgebied
De Ampullariidae hebben een grote verspreiding over de zuidelijke continenten. Asolene, Felipponea, Marisa en Pomacea zijn geslachten die in Zuid-Amerika voorkomen. De geslachten Afropomus, Ampullaria, Lanistes en Saulea komen voor in Afrika, terwijl het geslacht Pila naast Afrika ook aanwezig is in Azië.

## Fossiel voorkomen
De fossiele verspreiding komt ongeveer overeen met die van de recente met dit verschil dat uit Noord-Amerika en Europa ook fossielen bekend zijn. Ampullariidae zijn met zekerheid bekend vanaf het Eoceen maar gaan mogelijk terug tot in het Carboon

## Habitat
Ampullariidae leven in een grote verscheidenheid aan biotopen zoals vijvers, poelen, rivieren en moerassen. 

## Levenswijze
Ampullariidae zijn bijzonder goed aangepast aan tropische regio's waarbij perioden van overvloedige neerslag afgewisseld worden door perioden van droogte. Doordat deze dieren hun schelp kunnen afsluiten met een operculum kan uitdroging voor enige tijd voorkomen worden. Het bezit van zowel een kieuw als een long maakt een amfibische levenswijze mogelijk. De dieren kunnen kortstondig het water verlaten op zoek naar voedsel. Ook bezitten de geslachten Pomacea en Pila een ademhalingsbuis (sifon) waardoor ze lucht kunnen ademen zonder boven het wateroppervlak te hoeven komen waar vijanden (meestal vogels) op de loer kunnen liggen.

## Voortplanting
Terwijl veel slakken hermafrodiet zijn, zijn Ampullariidae dat niet. De dieren zijn van gescheiden geslacht, er zijn dus mannetjes en vrouwtjes. Dit betekent dat er minstens twee slakken nodig zijn voor de voortplanting. Wel is het zo dat het vrouwelijke dier in staat is om sperma gedurende lange tijd te bewaren. Een groot aantal soorten uit de geslachten Pomacea, Pila en Asolene leggen hun eieren buiten het water. Deze strategie help predatie van de eieren te voorkomen. 

## Aquariumdier

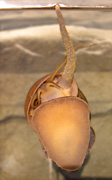
Pomacea canaliculata met uitgeklapte ademhalingsbuis.

Ampullariidae zijn als 'appelslakken' populaire aquariumdieren vanwege hun aantrekkelijk uiterlijk en hun indrukwekkende afmetingen. Sommige soorten kunnen een diameter van 15 cm bereiken en behoren daarmee tot de grootste zoetwaterslakken. 
Vanaf 2012 is de import en distributie in de Europese Unie verboden omdat de appelslak wordt beschouwd als invasieve exoot. In Spanje en Azië bracht de appelslak schade toe aan de rijstcultuur. In Nederland zijn niet of nauwelijks betrouwbare meldingen van de appelslak in de vrije natuur bekend.
In de aquariumhandel werd doorgaans Pomacea bridgesii aangeboden. Deze soort kent veel kleurvariëteiten (geel, bruin, blauw) en ontziet doorgaans de vegetatie. Dit in tegenstelling tot de soort Pomacea canaliculata die eveneens regelmatig te koop werd aangeboden. Deze grotere en rondere soort staat bekend om zijn voorkeur voor aquariumbeplanting en is daardoor niet geschikt voor een gezelschapsaquarium. Nu en dan werden er ook andere soorten aangeboden. 

## Geslachten
- Afropomus Pilsbry & Bequaert, 1927
- Asolene d'Orbigny, 1838
- Doriaca Willmann, 1981 †
- Felipponea Dall, 1919
- Forbesopomus Bequaert & Clench, 1937
- Lanistes Montfort, 1810
- Marisa Gray, 1824
- Pila Röding, 1798
- Pomacea Perry, 1810
- Saulea Gray, 1868